# Tuần dương hạm Rạng Đông
Rạng Đông (tiếng Nga: Авро́ра, chuyển tự: Avrora) là một tàu tuần dương thuộc lớp Pallada của Đế quốc Nga và Liên Xô, từng tham gia Chiến tranh Nga-Nhật, Chiến tranh Thế giới lần thứ nhất và lần thứ hai. Nó là một biểu tượng của cuộc Cách mạng tháng mười Nga khi nổ phát súng ra hiệu cho cuộc tấn công cuối cùng vào Cung điện Mùa Đông tại Petrograd vào ngày 7 tháng 11 năm 1917. Ngày nay nó được bảo tồn và hoạt động như một tàu bảo tàng tại Saint Petersburg (một thời từng mang tên Leningrad).

## Chiến tranh Nga-Nhật

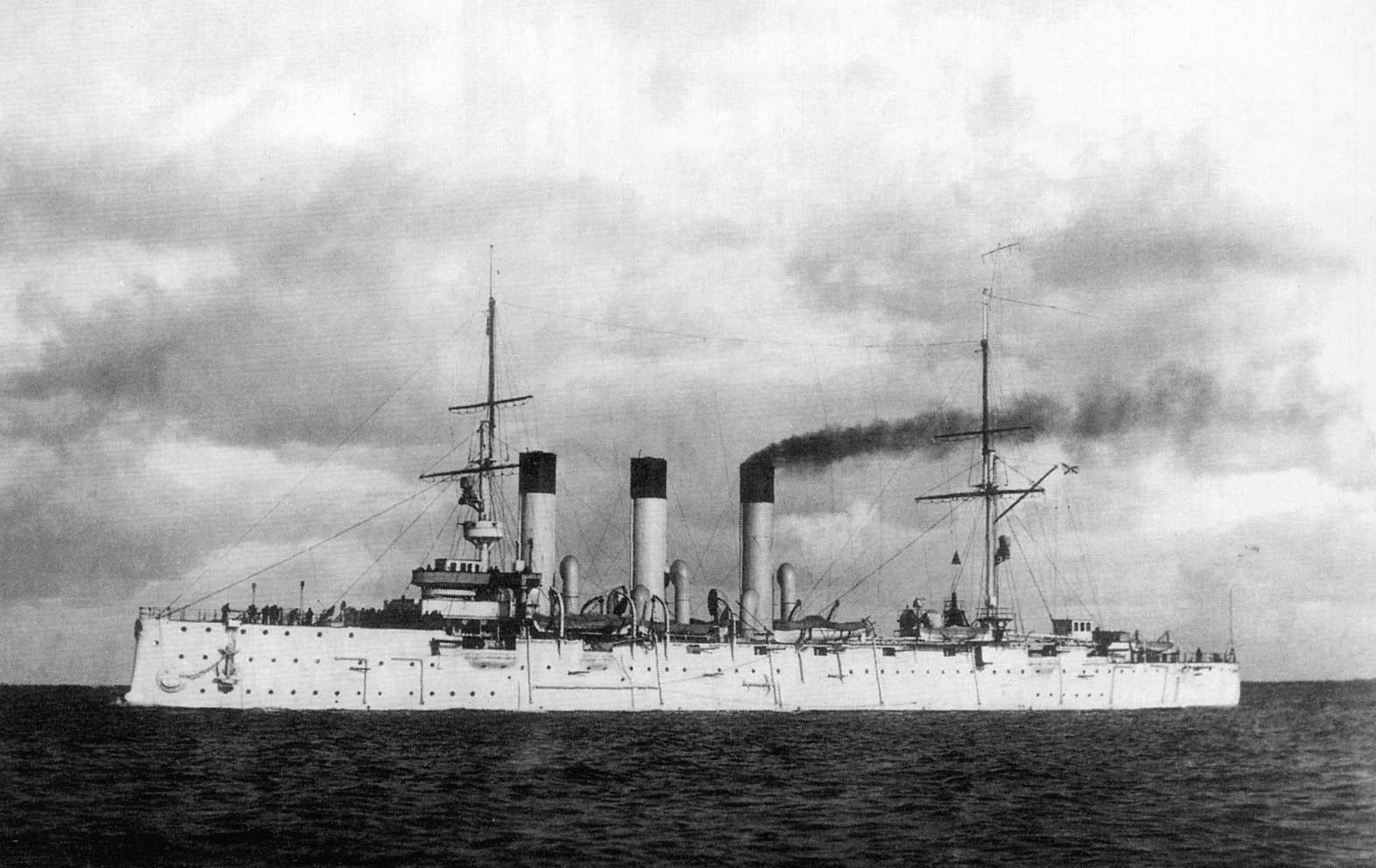
Rạng Đông vào năm 1903

Rạng Đông là một trong ba chiếc tàu tuần dương trong lớp Pallada, được chế tạo tại St. Petersburg để phục vụ tại Viễn Đông (khu vực Thái Bình Dương). Tất cả các tàu chiến thuộc lớp này đã tham gia Chiến tranh Nga-Nhật, trong đó chiếc Pallada bị quân Nhật đánh chìm tại cảng Lữ Thuận năm 1904, còn chiếc thứ ba trong lớp, Diana, bị chiếm giữ tại Sài Gòn sau trận Hải chiến Hoàng Hải.
Rạng Đông thuộc thành phần Hải đội 2 Nga tại Thái Bình Dương, hầu hết được rút ra từ Hạm đội Baltic Nga, được gửi từ biển Baltic đến Thái Bình Dương dưới quyền chỉ huy của Phó Đô đốc Rozhestvenski. Trên đường đi sang Viễn Đông, nó chịu thiệt hại nhẹ do hỏa lực bắn nhầm từ đồng đội trong sự kiện Dogger Bank.
Vào các ngày 27 và 28 tháng 5 năm 1905, Rạng Đông tham dự trận Hải chiến Tsushima cùng với của Hải đội Nga. Dưới quyền chỉ huy của Chuẩn Đô đốc Oskar Enkvist, Rạng Đông đã xoay xở thoát khỏi bị tiêu diệt như hầu hết tàu chiến của Hạm đội Nga, và cùng với hai tàu tuần dương khác rút lui được về cảng Manila trung lập, nơi nó bị chiếm giữ.
Năm 1906, Rạng Đông quay trở về Hạm đội Baltic và trở thành một tàu huấn luyện học viên sĩ quan hải quân. Từ năm 1906 đến năm 1912, chiếc tàu chiến từng ghé thăm một số nước, đáng chú ý là vào tháng 11 năm 1911, nó có mặt tại Bangkok tham dự lễ hội nhân dịp đăng quang của vị vua mới của Vương quốc Siam. Chiếc tàu tuần dương cũng tham gia các nỗ lực quốc tế cứu nạn những người còn sống sót sau trận động đất Messina năm 1908.

## Cách mạng Tháng Mười
Trong Thế Chiến I, chiếc tàu chiến hoạt động tại vùng biển Baltic. Năm 1915, vũ khí trang bị của nó được tăng cường thành 14 khẩu pháo 152 mm (6 inch). Đến cuối năm 1916, con tàu di chuyển đến Sankt Peterburg (lúc đó là Petrograd) để được sửa chữa lớn. Thành phố lúc đó đang tràn ngập những mầm mống cách mạng, và một bộ phận thủy thủ của con tàu đã tham gia cuộc Cách mạng Tháng Hai. Một ủy ban cách mạng được thành lập trên tàu, và Aleksandr Belyshev được bầu làm thuyền trưởng. Hầu hết thủy thủ đoàn đã tham gia đảng Bolshevik, chuẩn bị cho cuộc cách mạng vô sản đầu tiên trên thế giới.
Ngày 25 tháng 10 năm 1917, trong cao điểm của cuộc Cách mạng tháng Mười, việc từ chối thi hành một mệnh lệnh cho chiếc Rạng Đông ra khơi đã khai mào cho cuộc đấu tranh cuối cùng. Lúc 21 giờ 45 phút đêm hôm đó, một phát súng lệnh bắn ra bởi khẩu pháo trước mũi của tuần dương hạm Rạng Đông chính là ám hiệu để bắt đầu cuộc tấn công vào Cung điện Mùa Đông, địa điểm cố thủ của chính phủ cách mạng tư sản, là hồi mở màn của cuộc Cách mạng Tháng Mười. Trong thực tế, thủy thủ của chiếc Rạng Đông đã tham gia cuộc tấn công này.

## Chiến tranh Vệ quốc vĩ đại

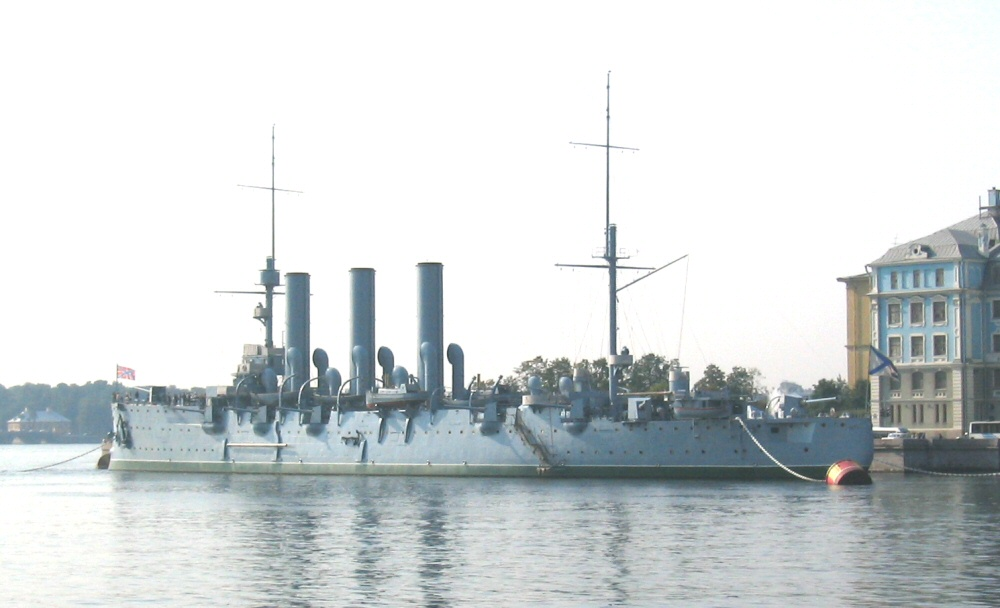
Rạng Đông vào năm 2004.

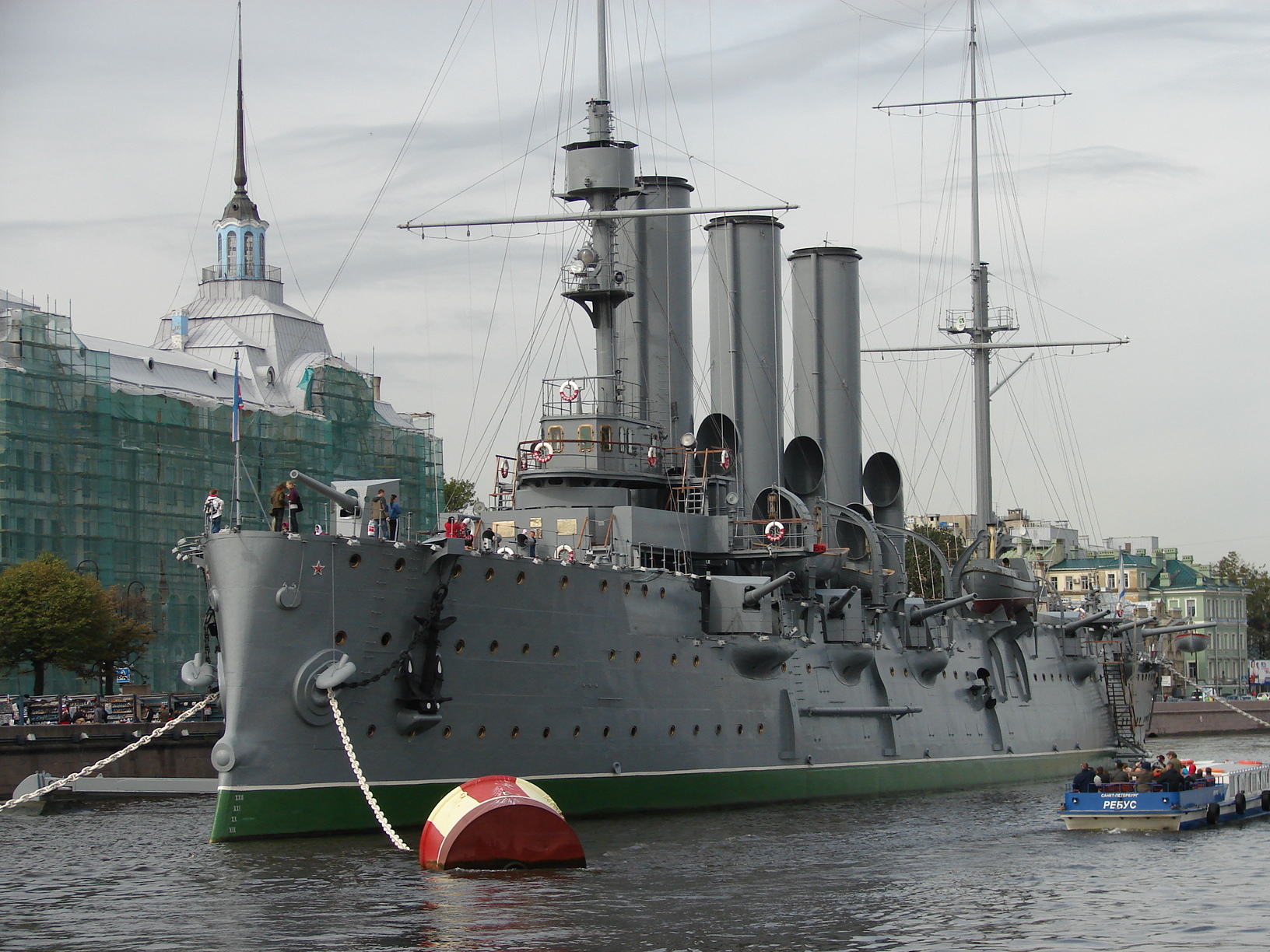
Ảnh nhìn bên mạn trái con tàu vào năm 2008

Sau một thời gian nằm yên, vào năm 1922, Rạng Đông được cho hoạt động trở lại như một tàu huấn luyện của Hạm đội Baltic, và thực hiện nhiều chuyến đi cũng như nhiều chuyến viếng thăm các cảng nước ngoài. Ngày 2 tháng 11 năm 1927, chiếc tàu tuần dương được tặng thưởng Huân chương Cờ đỏ.
Khi Chiến tranh Vệ quốc vĩ đại nổ ra vào năm 1941, chiếc tàu và thủy thủ đoàn của nó đã tích cực tham gia phòng thủ Leningrad. Chiếc tàu đã chiến đấu từ cửa ngỏ xa thành phố cùng Giang đội Chudskaya cũng như trong trận đánh gần tại đồi Voronya. Khi mặt trận đã áp sát, các khẩu pháo của nó được tháo dỡ khỏi con tàu và sử dụng trong việc phòng thủ thành phố, còn thủy thủ của hạm đội Baltic được biên chế thành sáu lữ đoàn Thủy quân Lục chiến tác chiến trên bộ . Bản thân con tàu được cho neo đậu tại cảng Oranienbaum thuộc thị trấn Lomonosov, liên tục bị bắn pháo và ném bom. Ngày 30 tháng 9 năm 1941 con tàu bị thủng ngập nước và mắc cạn tại nơi neo đậu.
Tháng 7 năm 1944, con tàu được cho nổi trở lại. Sau khi được sửa chữa rộng rãi từ năm 1945 đến năm 1947, Rạng Đông được cho neo đậu thường trực trên sông Neva ở Leningrad (ngày nay là St. Petersburg) như một đài kỷ niệm cuộc Cách mạng Tháng Mười, và từ năm 1957 trở thành một tàu bảo tàng.
Ngày 22 tháng 2 năm 1968, chiếc tàu tuần dương được trao tặng Huân chương Cách mạng Tháng Mười, vốn mang hình ảnh của chính nó.

## Cho đến nay

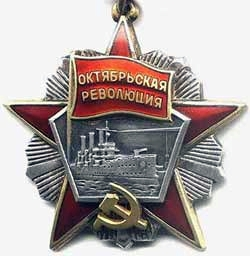
Tuần dương hạm Rạng Đông được thể hiện trên tấm huân chương Cách mạng Tháng Mười.

Rạng Đông với tư cách là một tàu bảo tàng đã trở thành một địa điểm thu hút khách du lịch tại Leningrad (ngày nay là Saint Petersburg), và tiếp tục là một biểu trưng của cuộc Cách mạng Tháng Mười, một đóng góp nổi bật vào lịch sử nước Nga. Ngoài việc trở thành một tàu bảo tàng, một phần của con tàu vẫn là nơi trú đóng của một đơn vị hải quân Nga có nhiệm vụ bảo vệ, chăm sóc con tàu và tham gia các nghi lễ của quân đội và nhà nước. Đơn vị này vẫn được xếp theo quân đội thường trực, dưới quyền chỉ huy của một Đại tá Hải quân và được huấn luyện cũng như chi phối bởi luật quân đội.
Từ lâu đã phục vụ như một tàu bảo tàng, Từ năm 1984 đến năm 1987, Rạng Đông được đưa vào ụ tàu của xưởng tàu Admiralty để được sửa chữa và phục chế. Trong quá trình sửa chữa, do đã hư hỏng nặng, phần thân tàu bên dưới mực nước được tháo dỡ và thay thế bằng các tấm thép được hàn mới căn cứ vào các bản vẽ gốc. Phần thân được cắt ra được kéo đến căn cứ chưa hoàn tất Ruchi tại vịnh Phần Lan và được cho đánh chìm gần bờ. Quá trình phục chế đã khám phá ra nhiều phần của con tàu, bao gồm các tấm thép vỏ giáp, có nguồn gốc được chế tạo tại Anh. Điều này đã khiến người ta nghi ngờ hình ảnh được duy trì trước đây rằng chiếc tàu tuần dương là một sản phẩm hoàn toàn thuộc về kỹ thuật hàng hải Nga vào cuối thế kỷ 19.
Ngày nay Rạng Đông là tàu chiến cũ nhất còn hoạt động của Hải quân Nga, tiếp tục treo lá cờ hiệu mà nó từng treo vào ngày đưa vào sử dụng hơn một trăm năm trước. Kể từ năm 1956 đến nay đã có 28 triệu lượt khách tham quan chiếc Rạng Đông.

## Các đời chỉ huy
- Đại tá Hải quân P.P. Molax (10/1897 - 11/1897)
- Đại tá Hải quân A.A. Melnitsky (11/1897 - 10/1898)
- Đại tá Hải quân P.P. Molax (11/1898 - 01/1900), lần 2
- Trung tá Hải quân A.P. Kitkin (01-06/1900), quyền chỉ huy
- Đại tá Hải quân N.K. Ienish (06-12/1900)
- Đại tá Hải quân I.V. Sukhotin (01/1901 – 07/1904)
- Đại tá Hải quân E.R. Egorev (07/1904 - 05/1905)[6]
- Trung tá Hải quân A.K. Nebolsin (05-09/1905), quyền chỉ huy
- Đại tá Hải quân V.L. Barshch (09/1905 – 05/1908)
- Đại tá Hải quân, Nam tước V.N. Fersen (05/1908 – 01/1909)
- Đại tá Hải quân P.N. Leskov (01/1909 – 08/1912)
- Đại tá Hải quân L.D. Opatsky (08-12/1912)
- Đại tá Hải quân D.A. Sveshnikov (12/1912 - 04/1913)
- Đại tá Hải quân V.A. Kartsov (04/1913 - 07/1914)
- Đại tá Hải quân G.I. Butakov (07/1914 - 02/1916)
- Đại tá Hải quân M.I. Nikolsky (02/1916 - 02/1917)[7]
- Thượng úy Hải quân N.K. Nikonov (03-08/1917)[8]
- Trung úy Hải quân N.A. Erickson (09/1917 - 07/1918)[8]
- Quyền Chỉ huy Hải quân M.N. Zubov (07/1918),[9]
- Chỉ huy Hải quân L.A. Polenov (11/1922 - 01/1928)
- Chỉ huy Hải quân A.F. Lehr (01/1928 - 09/1930)
- Chỉ huy Hải quân G.I. Levchenko (09/1930 - 06/1931)
- Chỉ huy Hải quân A.P. Aleksandrov (06-12/1931)
- Quyền Chỉ huy Hải quân K.Y. Andreus (12/1931 - 03/1932)
- Chỉ huy Hải quân A.A. Kuznetsov (03/1932 - 10/1934)
- Trung tá Hải quân V.E. Emme (10/1934 - 01/1938)[10]
- Trung tá Hải quân G.N. Arseniev (01-09/1938)
- Trung tá Hải quân F.M. Yakovlev (09/1938 - 08/1940)
- Thiếu tá Hải quân G.A. Gladky (08/1940 - 03/1941),
- Thiếu tá Hải quân I.A. Sakov (03-09/1941)
- Thượng úy Hải quân P.S. Grishin (10/1941 - 07/1943)
- Trung tá Hải quân P.A. Doronin (07/1943 - 08/1948)
- Đại tá Hải quân F.M. Yakovlev (08/1948 - 01/1950)
- Trung tá Hải quân V.F. Shinkarenko (01/1950 - 02/1952)
- Trung tá Hải quân I.I. Popadko (02/1952 - 09/1953)
- Trung tá Hải quân N.P. Epikhin (09/1953 - 08/1959)
- Đại tá Hải quân I.M. Goylov (09/1959 - 07/1961)
- Trung tá Hải quân K.X. Nikitin (07/1961 - 05/1964)
- Đại tá Hải quân Y.I. Fedorov (05/1964 - 05/1985)
- Đại tá Hải quân A.A. Yudin (05/1985 - 11/1989)
- Đại tá Hải quân A.V. Bazhanov (11/1989 - 2010)
- Đại úy Hải quân Y. Shishkarev (2012 - 2013)
- Đại úy Hải quân A. Znamenshikov (10/2013 - 07/2019)
- Thiếu tá Hải quân Y. Shishkarev (từ tháng 07/2019) (lần 2)